# Sainte-Foy-lès-Lyon
Sainte-Foy-lès-Lyon je zahodno predmestje Lyona in občina v vzhodnoosrednjem francoskem departmaju Rhône regije Rona-Alpe. Leta 2019 je naselje imelo 22.000 prebivalcev.

## Geografija
Naselje se nahaja na hribu zahodno od Lyona, v bližini sotočja rek Rone in Saone; je njegovo pretežno industrijsko predmestje.

## Administracija
Sainte-Foy-lès-Lyon je sedež istoimenskega kantona, v katerega je poleg njegove vključena še občina La Mulatière s 27.940 prebivalci. Kanton je sestavni del okrožja Lyon.

## Pobratena mesta
- Lichfield (Anglija, Združeno kraljestvo)
- Limburg an der Lahn (Nemčija)